# 奧克里奇 (新澤西州)
奧克里奇（英語：Oak Ridge）是位於美國新澤西州摩里斯縣及巴賽克縣的普查規定居民點。

## 人口
根據2020年美國人口普查的數據，奧克里奇的面積為36.94平方千米，當中陸地面積為34.48平方千米，而水域面積為2.46平方千米。當地共有人口10996人，而人口密度為每平方千米297.67人。